# Zábědov
Zábědov (německy Sabiedow) je část města Nový Bydžov v okrese Hradec Králové. Nachází se na jihozápadě Nového Bydžova. Prochází zde silnice II/327. V roce 2009 zde bylo evidováno 110 adres. V roce 2001 zde trvale žilo 335 obyvatel.
Zábědov je také název katastrálního území o rozloze 2,85 km2.